# کژدم ۳۳
کژدم ۳۳ یک مجموعه تلویزیونی محصول ۱۳۷۹ به کارگردانی مهدی شمسایی،  و تهیه‌کنندگی مهدی شمسایی می‌باشد که از شبکه پخش شد. این مجموعه در ۲۲ قسمت ۴۵ دقیقه‌ای تهیه شد. این سریال از ۳ مرداد سال ۱۳۹۷ از شبکه آیفیلم دو بازپخش شد.

## بازیگران
- رضا فیض نوروزی
- رضا فیاضی
- محمدرضا عیوضی (به‌علاوه خوانندگی)
- احمد کاوری
- سمیرا سیاح
- علی طالب‌لو
- معصومه آقاجانی
- سحر زکریا
- فرناز رهنما
- محمود بنفشه‌خواه
- تورج فرامرزیان
- حمید مهرآرا
- مرتضی نعمتی‌جو
- شبنم دولتشاهی
- عباس ستارزاده
- عزت‌الله مهرآوران
- عزیز هنرآموز
- فریبا سجادی
- ولی شیراندامی